# Uniekaas
Uniekaas is een Nederlandse merknaam voor Goudse kaas. Het kaasmerk werd vanaf 1965 geproduceerd voor KaasUnie, een in 1956 ontstaan samenwerkingsverband van dertig kaashandelaren. Het merk had in 2009 een marktaandeel van ongeveer twintig procent. Later werden verschillende typen kaas onder de naam Uniekaas op de markt gebracht.

## Geschiedenis
Het merk Uniekaas is volgens de producent het eerste en dus oudste kaasmerk in Nederland. In 1999 fuseerden de bij de KaasUnie aangesloten kaashandelaren tot een organisatie. Vanaf 2009 vinden opslag, rijping en verwerking van de kaas plaats in een fabriek in Kaatsheuvel. 
In 2017 werd Uniekaas Holland door DOC Dairy Partners uit Hoogeveen overgenomen. In 2021 volgde een volledige fusie en ontstond Uniekaas Holland B.V., een onderdeel van de DMK Group, het grootste zuivelconcern van Duitsland.

## Kaassoorten
Onder de merknaam Uniekaas worden uiteenlopende kaassoorten aangeboden, zoals geitenkaas, verschillende typen Goudse kaas, komijnekaas, Parmezaanse kaas en rookkaas.